# Viktor Aschenbrenner
Viktor Aschenbrenner (* 1. September 1904 in Aussig an der Elbe, Österreich-Ungarn; † 2. Juli 1992 in Wiesbaden) war ein deutscher Vertriebenenpolitiker und Autor bzw. Herausgeber von Schriften zur Geschichte des Sudetenlandes und zur Kultur der Sudetendeutschen.

## Leben
Aschenbrenner wurde als Sohn des k.k. Gerichtsadjunkt Dr. Josef Anton Aschenbrenner und seiner Frau Maria, geborene Kutzer in Aussig, Schmeykal-Straße 10 geboren. Am 25. September 1904 wurde er in der Stadt- und Dekanatskirche auf den Namen Victor Anton Franz getauft. Nach dem Besuch des Gymnasiums in Böhmisch Leipa, studierte er an der Deutschen Universität in Prag Geschichte und Germanistik im Haupt- und Geographie im Nebenfach. 1928 schloss er sein Studium mit der Promotion zum Dr. phil. ab.
Aschenbrenner war in der Tschechoslowakei seit 1937 Mitglied der Sudetendeutschen Partei von Konrad Henlein. Er gehörte zur Leitung von Organisationen wie Deutscher Kulturverband und Sudetendeutsche Kulturgesellschaft in Berlin. Weiterhin war er Leiter des Sudetendeutschen Referats im Volksbund für das Deutschtum im Ausland. Zum 1. November 1938 trat er der NSDAP bei (Mitgliedsnummer 6.600.830) und war dort Gauhauptstellenleiter. 1940 fungierte er als NS-Gauwart der Organisation Kraft durch Freude.
Anfang 1940 trat er aus der römisch-katholischen Kirche aus und bezeichnete sich fortan als Gottgläubig.
Nach 1945 war er hauptberuflich Regierungsrat der Hessischen Landesregierung und ehrenamtliches Mitglied der Bundesversammlung der Sudetendeutschen Landsmannschaft, Vorsitzender des Kulturausschusses des Bundes der Vertriebenen und Vorsitzender der Gesellschaft zur Förderung des Ostmitteleuropäischen Schrifttums. Parteipolitisch engagierte er sich in der Gesamtdeutschen Partei, für die er 1961 zum Deutschen Bundestag kandidierte.
1954 verlieh ihm die Sudetendeutsche Landsmannschaft den Ehrenbrief und 1977 erhielt er die Liebieg-Medaille des Heimatkreises Reichenberg in Augsburg.

## Schriften
- Besiedlungsgeschichte der Gegend von Böhmisch-Leipa. Sudetendeutscher Verlag Franz Kraus, Reichenberg 1929.
- Nordböhmische Besiedlungsgeschichte. Selbstverlag, Reichenberg 1935.
- Du mein Sudetenland. Brühl Verlag, Gießen 1950 (= Heimat im Ostend. Band 1).
- Sudetenland. Ein Überblick über seine Geschichte. Verlag Neue Schule, Bad-Reichenhall 1959 (= Schriften des Kulturwerkes der vertriebenen Deutschen. Band 2).
- (als Mitherausgeber) Die Deutschen und ihre östlichen Nachbarn. Ein Handbuch. Diesterweg, Frankfurt am Main 1967.
- Städtebilder aus den Sudetenländern – im Spiegel der Vergangenheit. Verlagshaus Sudetenland, München 1969.
- (als Herausgeber) Fruchtbares Erbe. 20 Jahre Sudetendeutscher Kulturpreis. Verlagshaus Sudetenland, München 1974.
- Sudetenland – Böhmen, Mähren, Schlesien. Ein Bildband der Heimat. Weidlich, Frankfurt am Main 1976, ISBN 3-8035-8504-X.
- Sudetendeutsche Kulturleistungen. Aufstieg-Verlag, München 1978, ISBN 3-7612-0061-7.
- Sudetenland, wie es lachte. Eine Sammlung sudetendeutschen Humors. Weidlich, Frankfurt am Main 1979, ISBN 3-8035-1013-9.
- (als Herausgeber) Deutschböhmen in alten Ansichtskarten. Flechsig, Frankfurt am Main 1981, ISBN 3-88189-099-8.
- Böhmen, Herzland Europas. Zeugnisse in der deutschen Literatur. Weidlich, Würzburg 1984, ISBN 3-8035-1245-X.
- Typisch Sudetendeutsch. Weidlich, Würzburg 1984, ISBN 3-8035-1301-4 (und weitere Ausgaben).